# Krupa (Uskoplje, BiH)
Krupa je naseljeno mjesto u općini Uskoplje, Federacija Bosne i Hercegovine, BiH.

## Zemljopis
U Krupi se nalazi izvor rijeke Krušćice na kojemu je vodocrpilište s kojim se vodom opskrpljuje susjedno Bugojno, ali i dio uskopaljske općine tijekom sušnijih, ljetnih mjeseci. Iznad izvora se nalazi pećinski sustav Krupljanka.

## Povijest
U Krupi se nalazi gradina iz željeznog doba. Ovdje su pronađene tri bronce Kartage i Numidije iz 2. stoljeća pr. Kr. koje predstavljaju najstarije, pronađene, antičke novce na području Skopaljske doline. Iznad vrela Krušćice nalaze se ostaci kasnosrednjovjekovnog groblja sa samo 4 očuvana sandučasta stećka.

## Stanovništvo

### Popisi 1971. – 1991.
| Krupa              |              |              |              |
| godina popisa      | 1991.        | 1981.        | 1971.        |
| Hrvati             | 489 (84,89%) | 410 (84,18%) | 385 (78,41%) |
| Muslimani          | 85 (14,75%)  | 74 (15,19%)  | 103 (20,97%) |
| Srbi               | 0            | 0            | 0            |
| Jugoslaveni        | 0            | 0            | 0            |
| ostali i nepoznato | 2 (0,34%)    | 3 (0,61%)    | 3 (0,61%)    |
| ukupno             | 576          | 487          | 491          |

### Popis 2013.
| Krupa              |              |
| godina popisa      | 2013.        |
| Bošnjaci           | 602 (68,41%) |
| Hrvati             | 268 (30,45%) |
| Srbi               | 0            |
| ostali i nepoznato | 10 (1,14%)   |
| ukupno             | 986          |

## Poznati Krupljani
- Mijo Batinić, znanstvenik